# Sohyang
Sohyang (소향) (født 5. april 1978 Jeollanam, Guangzhou) er en sydkoreansk protestantisk gospel-sangerinde.
Hun studerede fransk ved Kyunghee Universitetet. Hun fik sin debut i 1996 med sangen "Mr" udgivet på Naver Music. Hendes sopranstemme spænder over 4 oktaver og når C6. Til trods for en lang karriere i Sydkorea, fik hun sit internationale gennembrud i 2014 først, da hun sang den amerikanske hymne ved NBAs finale, senere da hun sang med Kirk Franklin i Sydkorea og efterfølgende suverænt vandt en konkurrence med sange sunget af Michael Bolton med sangen "Lean on me" skrevet af Bill Withers .

## Karriere
Sohyang er uddannet ved Kyunghee Universitets afdeling for fransk litteratur. Hun optrådte første gang på scenen i 1996 med sangen "MR", som blev udgivet på Naver Music. Hun deltog også i programmet "I Am a Singer" 2 sæson 2012. 
I 1996 hørte præsten Jo Hwan Gon hende, mens hun sang. Jo Hwan Gon inviterede hende til at optage sangen 선생님 (Lærer) til sit album, og det var den første sang i hendes karriere.
Sohyang sluttede sig til Jo Hwan Gons mission og fortsatte med at medvirke ved gudstjenester og musikalske optrædender i kirker i et år. På det tidspunkt var hun medvirkende sanger i bandet POS. POS (græsk for 'lys') er et missionærband bestående af fire brødre i samme familie.
Sohyang startede sin professionelle musikkarriere ret sent, men med hendes stemme vandt hun hurtigt opmærksomhed både blandt fagfolk og hos publikum. Selvom hun ikke er et symbol på Hallyu-bølgen, fordi hun ikke er et idol i en ung gruppe, betragtes hun som et af de sjældne talenter i Korea.
På trods af en flerårig karriere i Korea brød hun først igennem internationalt i 2014, da hun sang den amerikanske nationalsang ved NBA-basketballkampen mellem Los Angeles Clippers og New Orleans Pelicans på Staples Center in Los Angeles. Sohyang fik tillige en international opmærksomhed og berømmelse, da hun sang duet med Kirk Franklin, og da hun to gange vandt den sydkoreanske konkurrence "Immortal Songs 2" med sangene "Lean on Me" og "Bridge Over Troubled Water". Lean on Me blev fremført i konkurrencen Immortal Songs 2 i et afsnit til ære for Michael Bolton, som efterfølgende roste hende for hendes præstation, og hun blev inviteret til at deltage i hans internationale turne.
I december 2016 blev hun tildelt Seoul Success Award i kategorien "kultur".
I Disneyfilmen Moana medvirkedee Sohyang som hovedpersonen i den koreansk-dublede version for sangdelenes vedkommende.
I første halvdel af 2017 optrådte Sohyang på MBC's King of Mask Singer som deltager i showets 2 års-jubilæum og blev vinder seks på hinanden følgende gange (generation 53-58), hvilket gjorde hende til den kvindelige sanger med det højeste antal på hinanden følgende sejre nogensinde opnået (næsthøjeste samlet), inden hun tabte kronen i juli 2017 og forlod showet.
Sohyang har prøvet næsten alle musikgenrer, fra gospel til pop, ballader, R & B, rock og rap. 
Udover at synge har Sohyang også komponeret musik og skrevet bøger ('아낙 온 온' Anaxion).

## Privatliv
Hun blev gift med trommeslageren Kim Hee juni i en alder af 20 (1998).
Efter at have været gift i 3 måneder følte Sohyang stærke smerter i maven, og en lægeundersøgelse viste, at hun havde kræft i livmoderen. Med hjælp fra sin mands familien blev der udført operation for at fjerne hendes æggestokke. Følgen har været, at hun i en tidlig alder måtte erkende, at hun ikke kunne få børn, og til trods for operationen må hun fortsat tage medicin, ligesom hun har et svagt helbred. Det stoppede dog ikke hendes karriere, tværtimod.
Hun fortsatte med sin musikalske deltagelse i POS samt deltagelse i velgørenhed og evangelsk virksomhed rundt om i verden. Sohyang mødtes med og studerede hos Seth Riggs, en berømt sangprofessor, der har været anvendt af mange af verdens store kunstnere som Michael Jackson, Stevie Wonder, Barbra Streisand, Madonna, Michael Bolton og andre. Seth Riggs var helt forbløffet over Sohyang stemme. Han erklærede, at Sohyang var "den eneste asiatiske person der kunne bryde gennem muren af amerikanske sangere." Seth Riggs forsøgte at få Sohyang engageret hos de internationalt berømte producenter i at samarbejde, men hun havde ikke ønske om at være berømt, men ønskede at virke i kirken som prædikant.
Sohyang fortsatte med at arbejde med POS indtil omkring 2008, da Sohyangs svoger flyttede til USAmens Sohyangs mand koncentrerer sig om musikproduktion, og Sohyang fortsatte med at synge i kirker.
Sohyang har sagt, at hun med sin sang ikke ønsker at blive berømt men at "lindre smerten hos mennesker i elendighed."

## Kunstnerisk evne

### Stemme
Sohyang siges at være lyrisk sopran, men især når hun synger på høje toner (fra G5), er tonen helt skarp og har samme farve og styrke som en sopran.
Hendes stemme dækker hele tonespektret fra D3 til A6 (3 oktaver, 3 toner med bestemt tonehøjde (pitch) og 1 negativ). Hertil kommer, at hendes stemme kan gå op til C#6 - en ekstremt høj tone selv for en kvindelig stemme.

### Styrke
Takket være god træning sammen med vokal holdbarhed kan Sohyang bælte med resonans og kraft på den femte oktav (E5 - B5). Selv ved den meget høje note C6 og C #6 opnår hun stadig resonans, hvilket er sjældent især for folk med en asiatisk baggrund. Hun kan holde de høje toner G5, G5, A5, B5 og endda B5 i langvarig hvirvel uden forvrængning. Ved det høje bælte er Sohyang faktisk en spintosopran med et stort, tykt stål, episk volumen. Mange gange overrører hun den mandlige stemme, der synger ved det høje bælte. Sohyang har brugt denne teknik gennem hele sin karriere.
Derudover, selvom vokaltonen betragtes som ikke smuk, men hendes lyse mix farve er en helt anden farve. Lysmixen er meget lys, blød som strømmen flyder, og selvfølgelig blev hun stærkt brugt i sine sange (fx i Bridge over Troubled Water og Arirang).
Et andet stærkt punkt hos Sohyang er hendes stemme, som er volumiøs op til A6. Hendes hovedstemme er ret resonant, lys, smidig, der ligner en kirkeklokke eller englens ekkoer. Desuden er Sohyangs stemme meget fleksibel og forbundet, så hun kan skifte mellem bryst til hoved og tilbage på en meget dygtig måde uden den mindste krusning. Med god åndedrætsstyring kan Sohyang køre toner eller vedligeholde toner i lange perioder. Desuden er Sohyang i stand til at opretholde en konsistent, fastmonteret søjle, der kan synge endnu ud over det understøttede område (A3 - F6).

### Svagt punkt
Kun når hun skal præstere dybe toner, har hun vanskeligheder. Det er dog lykkedes henne gennem stemmetræning at nedbringe denne svaghed. Mellemtoner og høje toner behersker hun til fulde med styrke.
På grund af den konstante brug af kræftmedicin og den konstante sang i kirkerne er hendes helbred ustabilt, og hun har i perioder haft problemer med sin artikulering.

## Udgivelser

### Plader
- 《Album Sohyang (POS)》
  1. 주 날개 아래
  2. 속삭임
  3. I Swear
  4. 그를 사랑해
  5. 주가 널 지키시는 건
  6. 이해
  7. 주의 광야로
  8. 진짜야
  9. 빛 / Light
  10. 천성을 향해 가는 성도들아
- 《Album nr. 2: Letter To The Sky》
  1. 피난처
  2. Letter To The Sky
  3. Calling
  4. 반석위에 / Upon this rock
  5. 예수 사랑하심은 / Jesus loves me
  6. Hold on
  7. 눈물 / Tears
  8. 고백
  9. 전하리
  10. 맹세
  11. 사랑의 선물
  12. 기다림
  13. 그리움
  14. Oh Holy Night
  15. 피난처 (Intstrumental)
- 《Album nr. 3: Butterfly (2004)》
  1. 나비 / Butterfly
  2. 날개 / Wings
  3. 열방의 소망
  4. 주님 다시 오실 때까지 Until the Lord returns
  5. 천국에서 그댈
  6. Light
  7. 장미 / Rose
  8. 널 사랑하는 걸 That I love you
  9. Heaven
  10. I'm Always With You
  11. 난 널
  12. 나비 / Butterfly (Instrumental)
  13. 열방의 소망 (Instrumental)
- 《Album nr. 4: Dream (2007)》
  1. 무지개 / Rainbow
  2. 꿈 / Dream
  3. 하늘을 봐요 / Look at the sky
  4. 할렐루야 / Hallelujah
  5. 사랑할께요 / I will love you
  6. 기다리고
  7. 사랑하고 아파하고
  8. YOU
  9. 그대있는 곳에
  10. You Raise Me Up
  11. 호세아
  12. 꿈 / Dream (Inst.)
  13. 할렐루야 / Hallelujah (Inst.)
- 《Album nr. 5: Story (2009)》
  1. 내 하나님 (시편 139편)
  2. 영원한 친구 / Forever friend
  3. 가시나무 / Gramble
  4. Stay With Me
  5. 너무 멀리 왔나요이야기
  6. 그대 있는 곳 까지
  7. Good Enough
  8. Grown Up
  9. 그리워
  10. Emmanuel
  11. Story
  12. Miss You Now
  13. Dream
- 《DIVA PROJECT (2011)》
  1. Mermaid (R&B Ver.)
  2. Mermaid (Tech Ver.)
  3. Mermaid (Lena Park Ver.)
  4. Mermaid (Lee Young Hyun Ver.)
  5. Mermaid (Sohyang Ver.)
  6. Mermaid (Instrumental)
- 《POS 15th Anniversary Album (2012)》
  1. 햇살이 입맞춤 하던날 / The day when sunshine kissed me
  2. 하늘을 날아 / Fly to the sky
  3. 바보처럼.. 행복해요 / Happy like a fool
  4. 햇살이 입맞춤 하던날 / The day when sunshine kissed me (Instrumental)
  5. 하늘을 날아 / Fly to the sky (Instrumental)
  6. 바보처럼.. 행복해요 / Happy like a fool (Instrumental)
- 《사랑한다 널 사랑한다 (2012)》
  1. 사랑한다 널 사랑한다 (Feat. Haha)
  2. 늘 하고 싶은 말 / The word I always want to say
  3. 사랑한다 널 사랑한다 (Instrumental)
  4. 늘 하고 싶은 말 / The word I always want to say (Instrumental)
- 《Horse Doctor OST Part 1 - 오직 단 하나/ The only one (2012)》
  1. 오직 단 하나 / The only one (Feat. Ahn Eun Kyung)
- 《15주년 기념 (POS) 꿈. 기억을 걷다(나 그대와) (2012)》
  1. 햇살이 입맞춤 하던 날 / The day when sunshine kissed me
  2. 하늘을 날아 / Fly to the sky
  3. 나 그대와 (Upon This Rock Korean Ver.) (꿈. 기억을 걷다)
  4. 사랑한다 널 사랑한다 (Feat. 하하)
  5. Jesus (Korean Ver.)
  6. 바보처럼.. 행복해요 / Happy like a fool
  7. 늘 하고 싶은 말 / The word I always want to say
  8. 영원한 사랑 / Eternal love
  9. Jesus (English Ver.)
  10. Upon This Rock (English Ver.)
  11. 널 사랑하는걸 / That I love you
  12. You Raise Me Up
  13. 그대 있는 곳 까지 / To the place where you are
  14. 가시 나무 / Gramble
  15. Oh Holy Night
- 《Single 'Brand New' (2013)》
  1. Someday
- 《Single 'Fall In All In' (2014)》
  1. 어떻게 내게 (Feat. 양동근, 도끼).
- 《Single 집으로 가는 길 》